# Piotr Łopuchin
Piotr Wasiliewicz Łopuchin ros. Петр Васильевич Лопухин (ur. w 1753, zm. 6 kwietnia 1827) – generał-porucznik, premier i minister sprawiedliwości Komitetu Ministrów Imperium Rosyjskiego, od 1799 książę.

## Życiorys
Był pochodzenia szlacheckiego. Początkową edukację pobierał w domu. W wieku 7 lat został skierowany na naukę do Preobrażeńskiego Pułku Gwardii Cesarskiej jako kadet. W 1765 został sierżantem, a w 1769 chorążym. W stopniu chorążego wszedł do służby zawodowej w tej jednostce. W 1777 awansował na sztabskapitana, a w 1777, w randze pułkownika, został skierowany do wykonywania zadań poza wojskiem. W 1779 otrzymał funkcję szefa policji Petersburga, organizując tam aparat porządkowy. Utworzył także struktury aparatu sprawiedliwości, na których czele miał stać oberpolicmajster. Policję Petersburga podzielił na 10 oddziałów. W ramach swojej działalności otworzył także szpital miejski i przytułek dla psychicznie chorych.
Za wzorowe wykonywanie zadań zatwierdzony przez carycę Katarzynę II w 1780 na stanowisku i mianowany brygadierem w 1781. W 1782 odznaczony Orderem św. Włodzimierza. Od 1783 był namiestnikiem w kancelarii celnej gubernatora Tweru. W tym samym roku został mianowany generałem-majorem i wyznaczony na gubernatora cywilnego Moskwy. Funkcję tę sprawował 10 lat. Za zasługi został odznaczony w 1785 Krzyżem Wielkim Orderu św. Włodzimierza 2. stopnia, w 1791 mianowany generałem-porucznikiem. W 1793 był wyznaczony na gubernatora Jarosławia i Wołogdy.
Po objęciu tronu rosyjskiego przez cara Pawła I został członkiem Senatu, a potem  tajnym radcą. W 1796 wyróżniony orderem św. Aleksandra Newskiego. W sierpniu 1798 został prokuratorem generalnym i członkiem Rady Państwa. Przygotowywał dekrety o niestosowaniu kar cielesnych wobec osób powyżej 70 lat. Doprowadził  do poddania kontroli w Geodezji Departament Geodezji Senatu przypadków wywłaszczania właścicieli z terenów publicznych. Doprowadził do rozszerzenia praw prokuratorów gubernialnych w zakresie nadzoru nad miejscowymi organami władzy. Wyróżniony orderami: św. Andrzeja Pierwszego, św. Anny, krzyżem wielkim z diamentami św. Jana Jerozolimskiego. Cieszył się nieograniczonym zaufaniem cara Pawła I.  W 1799 nagrodzony portretem cara i został honorowym starostą z prawem dziedziczenia starostwa przez potomnych Korsunia (gubernia Kijowska, pow. bogusławski). Otrzymał też brylanty do Orderu św. Andrzeja Pierwszego i 19 stycznia 1799 tytuł księcia Imperium Rosyjskiego. Po tym podał się do dymisji, która jednak w lipcu 1799 została odrzucona.
Córka Anna była faworytą cara.
Wraz z wejściem na tron Aleksandra I w 1801 Łopuchin został powołany do Rady Państwa. W dzień koronowania cara został wyróżniony tabakierą z jego podobizną. W 1803 został ministrem sprawiedliwości i szefem komisji do spraw wydawania ustaw. W końcu 1806 nagrodzony orderem św. Włodzimierza I stopnia. W styczniu 1807, podczas gdy stał na czele Komitetu ds. zachowania bezpieczeństwa publicznego, badał przypadki zdrady stanu, rozpowszechniania „nieprawdziwych i szkodliwych plotek”, a także działalności tajnych stowarzyszeń. Od 1810 roku był przewodniczącym Departamentu Spraw Cywilnych i Religii Rady Państwa. W 1812 – przewodniczący Departamentu Prawa i innych służb. Od 1816 – Przewodniczący Rady Państwa i Komitetu Ministrów. W 1826 przewodniczący Oddziału Najwyższego Trybunału Karnego  rozpatrującego sprawy dekabrystów.
Pochowany w swoim majątku w Porchowie, w guberni pskowskiej.